# AF Elbasani
El AF Elbasani es un equipo de fútbol de Albania que juega en la Kategoria Superiore, la primera división nacional.

## Historia
Fue fundado en el año 2021 en la ciudad de Elbasan por el municipio por desacuerdos con el empresario Arben Laze, dueño del KF Elbasani. Luego de que el KS Elbasani se declarara en bancarrota por el Directorio de Impuestos de Elbasan, los aficionados del club decidieron cooperar con el municipio y ayudar al nuevo equipo en su temporada inaugural en la Kategoria e Tretë, donde lograron el ascenso a la Kategoria e Dytë.
En la temporada 2022/23 es campeón de su grupo y logra el ascenso a la Kategoria e Parë y al año siguiente logra el ascenso a la Kategoria Superiore por primera vez.

## Palmarés
- Kategoria e Parë (1): 2023-24
- Kategoria e Dytë (1): 2022–23
- Kategoria e Tretë (1): 2021–22

## Entrenadores
| Nombre         | Periodo                                 |
| -------------- | --------------------------------------- |
| Gentian Stojku | 4 de agosto de 2021—11 de abril de 2023 |
| Eriol Merxha   | 12 de abril de 2023—1 de junio de 2023  |
| Nevil Dede     | 3 de junio de 2023— 30 de junio de 2024 |
| Roberto Bordin | 11 de julio de 2024—                    |